# Yassine Benajiba
Yassine Benajiba (Etterbeek, 1 november 1984) is een voormalig Belgisch-Marokkaanse voetballer. Benajiba werd meestal uitgespeeld als aanvallende middenvelder. Hij sloot zijn spelerscarrière af bij het Luxemburgse F91 Dudelange.

## Statistieken
| Seizoen | Club                | Land        | Competitie           | Wed. | Doelp. |
| ------- | ------------------- | ----------- | -------------------- | ---- | ------ |
| 2002/03 | Excelsior Moeskroen | België      | Eerste klasse        | 4    | 0      |
| 2003/04 | Excelsior Moeskroen | België      | Eerste klasse        | 1    | 0      |
| 2004/05 | Excelsior Moeskroen | België      | Eerste klasse        | 3    | 0      |
| 2005/06 | Excelsior Moeskroen | België      | Eerste klasse        | 7    | 0      |
| 2006/07 | Ethnikos Asteras    | Griekenland | Football League      | 18   | 0      |
| 2007/08 | Moghreb Tétouan     | Marokko     | Botola Maroc Telecom | ?    | ?      |
| 2007/08 | FUS de Rabat        | Marokko     | Botola Maroc Telecom | ?    | ?      |
| 2008/09 | Cappellen FC        | België      | Derde klasse B       | ?    | ?      |
| 2009/10 | KSK Ronse           | België      | Tweede klasse        | 13   | 0      |
| 2010/11 | Jeunesse Esch       | Luxemburg   | Nationaldivisioun    | 10   | 3      |
| 2011/12 | Jeunesse Esch       | Luxemburg   | Nationaldivisioun    | 22   | 10     |
| 2012/13 | Jeunesse Esch       | Luxemburg   | Nationaldivisioun    | 22   | 11     |
| 2013/14 | F91 Dudelange       | Luxemburg   | Nationaldivisioun    | 3    | 0      |
| 2014/15 | F91 Dudelange       | Luxemburg   | Nationaldivisioun    | 22   | 4      |
| 2015/16 | F91 Dudelange       | Luxemburg   | Nationaldivisioun    | 9    | 0      |
| 2016/17 | F91 Dudelange       | Luxemburg   | Nationaldivisioun    | 2    | 0      |
| 2017/18 | F91 Dudelange       | Luxemburg   | Nationaldivisioun    | 0    | 0      |
| Totaal  | Totaal              | Totaal      | Totaal               | 136  | 28     |

1 Joubert ·
2 Stumpf ·
3 Ewert ·
4 Cools ·
5 Schnell ·
6 Gonzales ·
7 Agović ·
8 Pokar · 
9 Sinani · 
10 Stolz · 
11 Barbosa · 
12 Conti · 
13 Natami ·
15 Delgado ·
16 Lesquoy ·
17 Djetou ·
18 Pomponi ·
19 Bouchentouf ·
20 Garos ·
21 Leveque ·
22 Bernier ·
23 Klapp ·
24 Kirch ·
26 Lavie ·
27 Bettaieb ·
28 Morren ·
30 Kips ·
31 Moutha-Sebtaoui ·
33 Frising ·
34 Bouchouari ·
39 Muratovic ·
44 Skenderović ·
45 Dramé ·
77 Bougrine ·
80 Couto Pinto ·
94 Ouamri ·
98 Mendy ·
Luisi ·
Coach: Crasson